# Rescalda
Rescalda è una frazione del comune di Rescaldina posta a nord del centro abitato, nella città metropolitana di Milano in Lombardia. Costituì un comune autonomo fino al 1869.

## Storia
Rescalda e Rescaldina furono, due paesi gemelli legati nel nome fin dalla loro origine. Entrambi appartenevano alla Pieve di Olgiate Olona del Ducato di Milano. Abitata da 270 abitanti al censimento del 1751, nel 1786 Rescalda entrò nella neocostituita Provincia di Varese, soppressa cinque anni dopo. Al censimento del 1805 si registrarono 264 abitanti. Il governo napoleonico decretò la soppressione del comune nel 1809, aggregandolo dapprima a Rescaldina e poi, nel 1811 a Gorla Minore. La politica restauratrice degli austriaci portò nel 1816 al ristabilimento del Comune di Rescalda, con la costituzione del Regno Lombardo-Veneto, e l'abitato cominciò lentamente a crescere, giungendo a 436 residenti nel 1853, e 469 nel 1861. Con regio decreto di Vittorio Emanuele II del 1869 si sancì nuovamente la soppressione del comune e la sua aggregazione a Rescaldina.

## Origini del nome
Il toponimo Rescalda, che popolarmente viene rintracciato nella voce verbale riscalda, ma che l'etimologia degli studiosi indica come un nome composto, con prima parte un derivato del latino robur, che significa "Quercia" o "rovere" e dal vocabolo longobardo Scalta, che significa "Macchia d'alberi, Area boschiva". Dunque il nome, formatosi intorno alla prima età medievale, significherebbe "Bosco di querce e roveri".

## Monumenti e luoghi d'interesse

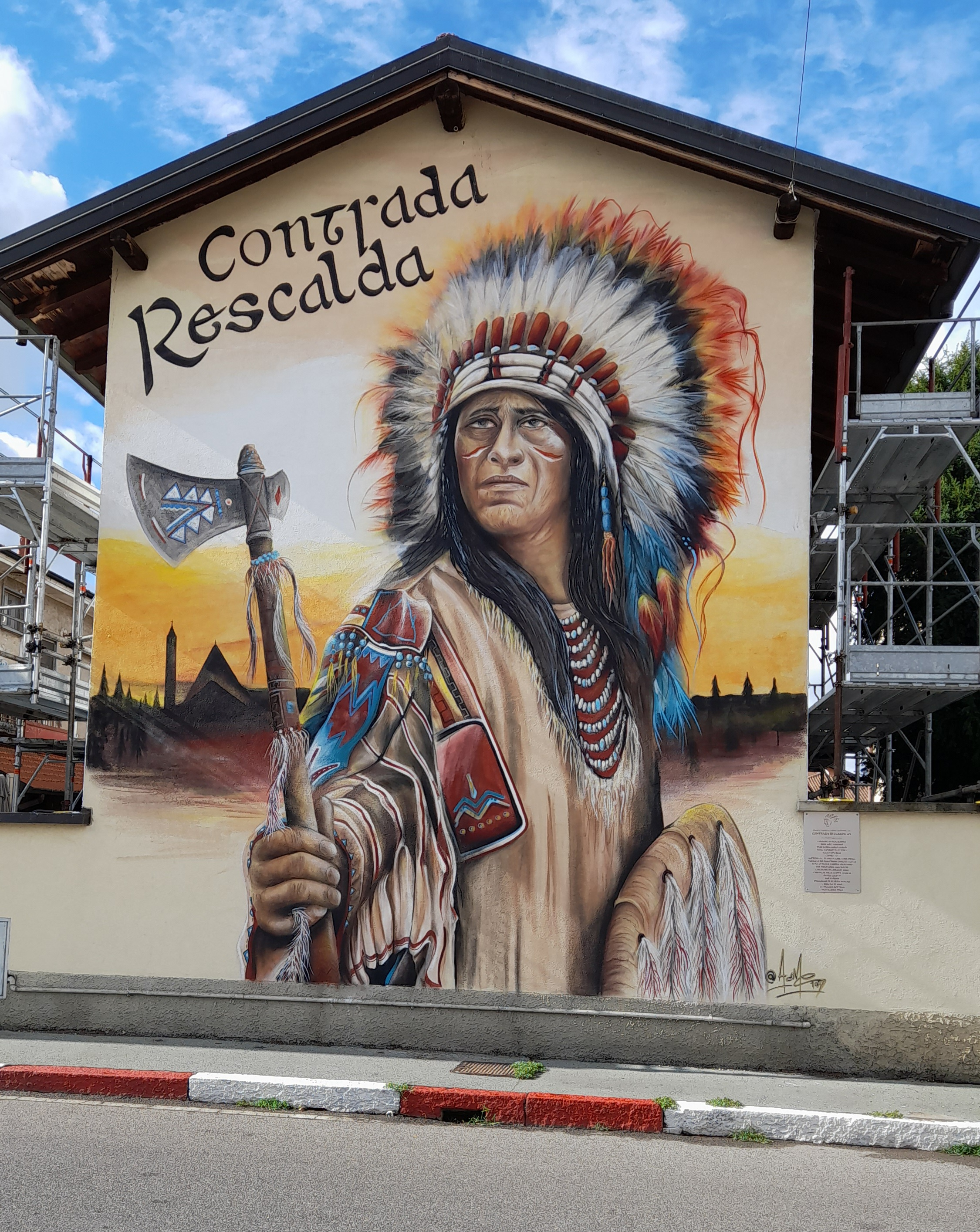

### Architetture religiose
- Chiesa di Santa Maria Assunta (1953-55), presenta una navata unica a base quadrangolare;
- Chiesa di San Giuseppe alla Pagana (1713-15), chiesa settecentesca fondata dalle famiglie Raimondi e Guzzetti;

### Architetture civili
- Villa Rusconi-Clerici (XVII secolo), villa razionalista sita in piazza Don A. Arioli;
- Cascina Pagana (XVI secolo), cascina storica con annessa la chiesa di S. Giuseppe;
- Cascina Prandona (XVI secolo), cascina storica abitata in epoca dalla famiglia Prandoni;
- Villa Bernocchi-Colombo (XVIII secolo), villa sita in via Alberto da Giussano;

### Aree Naturali
- Parco Bosco del Rugareto (2005), si estente anche nei comuni limitrofi;

## Sport
La società sportiva presente sul territorio è l'Associazione Calcio Rescalda, fondata nel 1989, e che disputa le partite casalinghe al campo sportivo di via Cardinal Schuster.

## Cultura

### Eventi

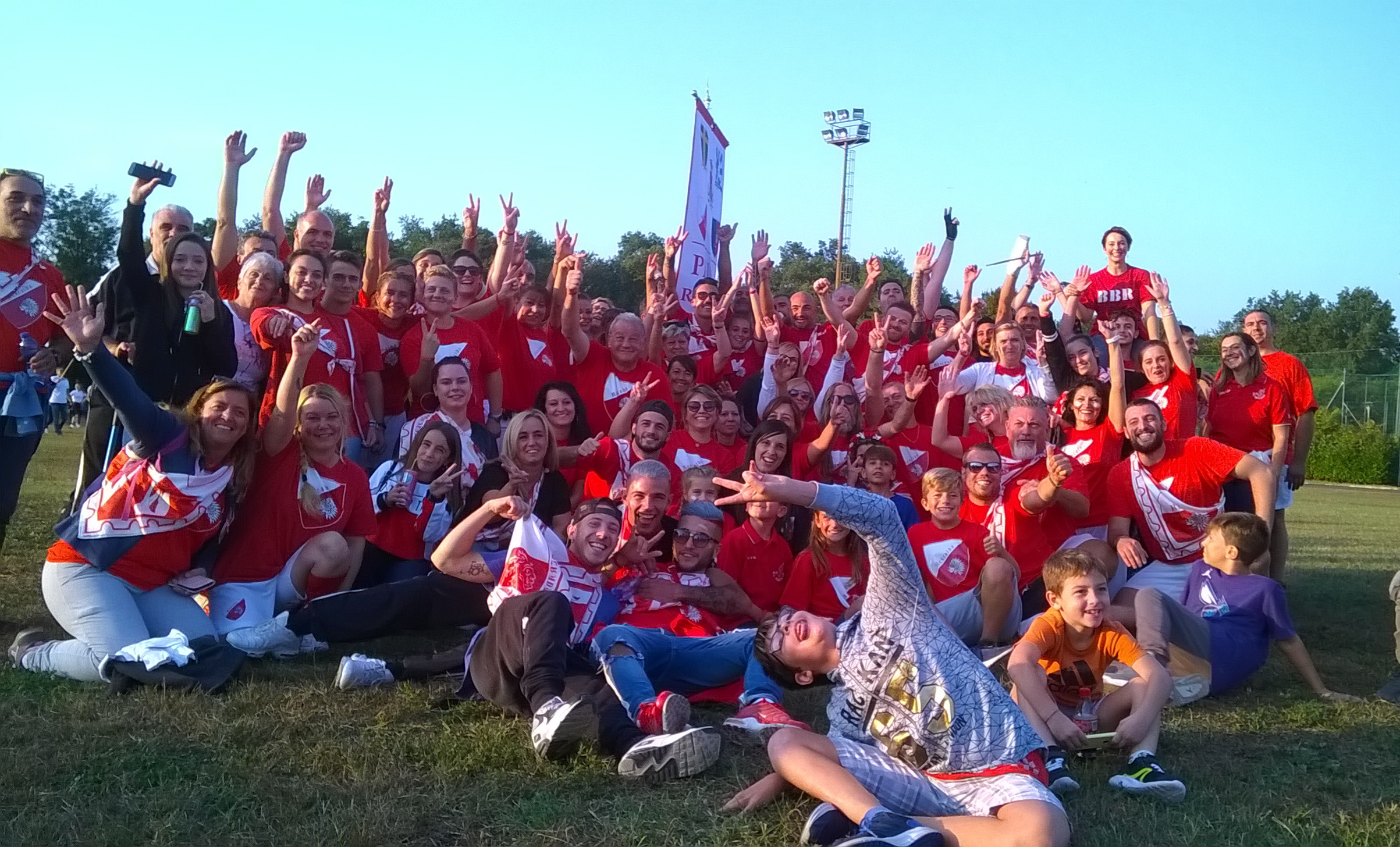

La contrada di Rescalda, avente come colori sociali il bianco e il rosso, partecipa annualmente al Palio di Rescaldina, che rievoca le vicende raccontate da Tommaso Grossi nel romanzo Marco Visconti.
La contrada vanta la vittoria alle ultime tre edizioni del palio: 2018, 2019, 2022.